# Karl Korsch
Karl Korsch (Tostedt, 15 agosto 1886 – Cambridge, 21 ottobre 1961) è stato un filosofo e politico tedesco.

## Biografia
Nato nei pressi di Amburgo in una ricca famiglia (il padre era banchiere), frequentò le università di Monaco di Baviera, Ginevra ed Jena studiando giurisprudenza, economia e filosofia. Ottenne il dottorato a Jena nel 1910 e successivamente si occupò di politica: membro del Partito Socialdemocratico Indipendente di Germania (USPD), dopo la prima guerra mondiale aderì al Partito Comunista (KPD), che si era impegnato nel tentativo di instaurare un governo dei "Consigli operai".
Oppositore della politica di Adolf Hitler, nel 1936 si recò in esilio volontario negli Stati Uniti d'America diventando docente della Tulane University di New Orleans; lavorò per l'Istituto Internazionale per le Ricerche Sociali di New York.

## Opinioni politiche
Studiò a Londra dal 1912 al 1914: nell'ambiente londinese venne a contatto con la Fabian Society, movimento culturale ed intellettuale della sinistra laburista al quale inizialmente aderì.
In seguito alla rivoluzione russa aderì al bolscevismo e si iscrisse alla Lega di Spartaco. Dopo il fallimento della sollevazione spartachista del 1918-1919 a Berlino dove morirono Rosa Luxemburg e Karl Liebknecht Korsch partecipò alla fondazione del governo rivoluzionario della Repubblica Sovietica Bavarese (che ebbe brevissima durata) e pubblicò l'opera "Was ist Sozialisierung?" nel marzo del 1919.
Nel 1920 aderì al Partito Comunista di Germania e nell'ottobre del 1923 divenne ministro della giustizia del governo statale della Turingia.
Attribuì il fallimento della rivoluzione bolscevica tedesca alla mancanza di preparazione e d'organizzazione delle classi lavoratrici. Focalizzò la sua attenzione sullo sviluppo delle associazioni dei lavoratori. Considerava necessaria l'educazione dei lavoratori sulle teorie socialiste.

## Filosofia
Korsch si preoccupava del fatto che la teoria di Marx stesse perdendo validità e precisione - come se fosse stata "volgarizzata" dai dirigenti delle organizzazioni socialiste. 
La sua opera Marxismo e filosofia fu un tentativo di ristabilire il carattere storico del Marxismo.
Essa inizia con una citazione dell'opera di Lenin "Sull'importanza del materialismo militante": Dobbiamo organizzare uno studio sistematico della dialettica hegeliana da un punto di vista materialistico.
Nella teoria di Korsch, Hegel rappresentava l'ideale progresso della borghesia. Accanto all'estinzione dell'hegelianismo attorno al 1848, la borghesia aveva perso la propria pretesa di avere un ruolo dominante nella società, e aveva cessato di essere la classe universale. Lo stesso Marx, avendo trasformato completamente la filosofia di Hegel, rappresentava il passaggio del testimone della rivoluzione dalla borghesia alla classe operaia.
Le opinioni di Korsch non erano gradite alla struttura ufficiale del Partito Comunista. Pubblicato nel 1923, Marxismo e filosofia fu aspramente criticato dal Partito Comunista e da molti opinionisti, tra cui Karl Kautsky e Grigory Zinoviev. 
Zinoviev disse: "Se arriveranno altri professori a spiegare al mondo queste loro teorie, saremo perduti".
Nei cinque anni seguenti, il Partito Comunista Tedesco cacciò gradualmente tutti i dissidenti. Korsch rimase all'interno di una corrente detta "La sinistra risoluta" fino alla sua espulsione nell'aprile 1926. Continuò comunque ad essere un deputato comunista nel Reichstag.

## Influenza
La critica di Korsch non era accettata all'interno della teoria comunista ufficiale. Essa rimase confinata tra pochi comunisti dissidenti per interi decenni. Tra queste correnti, soprattutto in Germania, Italia, Ungheria e Regno Unito, la sua influenza variava da gruppo a gruppo, ma acquistò molta importanza con la breve rinascita delle teorie rivoluzionarie alla fine degli anni sessanta.
Korsch fu amico e mentore di Bertolt Brecht, il noto drammaturgo marxista: Brecht disse che aveva scelto Korsch come maestro per la sua indipendenza dal Partito Comunista. Korsch fu anche maestro di Felix Weil, il fondatore dell'Istituto di Ricerche Sociali da cui nacque la Scuola di Francoforte.
Tra i discepoli "indiretti" di Korsch ci sono Franz Jakubowski, Nildo Viana e Sidney Hook.

## Opere principali
- Cos'è il socialismo? (1919)
- Marxismo e filosofia (1923)
- Il materialismo storico (1929)
- Karl Marx (1938)
- L'essenza del marxismo (1971; postuma)

Una raccolta contenente le sue opere complete fu pubblicata nel 1973 ad Hannover dalla casa editrice tedesca "Offizin Verlag".